# John Palgrave Simpson
John Palgrave Simpson (1807-1887) fue un  dramaturgo y novelista inglés. Era el segundo de los cuatro hijos de William Simpson, funcionario municipal de la ciudad de Norwich y tesorero de Norfolk, y de su esposa Katherine, hija de William Palgrave, de Coltishall. Ambos padres descendían de antiguas familias largo tiempo residentes en el condado. Su hermano menor Palgrave, abogado mercantil en Liverpool, fue también un cualificado músico y autor de una Guía del director de bandas musicales y de un Tratado sobre la armonía.

## Biografía
John, nacido en Norwich el 13 de junio de 1807, fue educado inicialmente en el hogar por tutores particulares, y posteriormente estudió en el Corpus Christi College de Cambridge. Allí se graduaría Bachelor of Arts en 1829, y Master of Arts tres años después. Al abandonar la universidad se negó a tomar las sagradas órdenes en la Iglesia de Inglaterra, como sus padres deseaban, sino que viajó ociosamente por Centroeuropa, residiendo principalmente, durante la primera parte de su periplo, en Alemania. Durante su estancia en Múnich, en 1842, Simpson se convirtió al catolicismo, y Gregorio XVI, para señalar su beneplácito a tal decisión, le nombró Caballero de San Gregorio. Dos años más tarde, estando aún Simpson en el extranjero, su padre se vio involucrado en una quiebra bancaria, y él recurrió a la literatura como medio de vida. En 1846 publicó una novela titulada Second Love, en 3 volúmenes, en la que estaban también incluidos dos cuentos menores, respectivamente titulados Pauvrette y El aposento de la doncella. En 1847 se publicó su segunda obra, una novela de ambientación húngara titulada Gisela, también en 3 volúmenes. Ésta sería inmediatamente seguida por Cartas desde el Danubio, un libro de viajes en dos volúmenes, brillantemente descriptivo de la tierra de los magiares. A comienzos de la primavera de 1848 Simpson fue testigo ocular de la Revolución en París, y día tras día envió vívidas descripciones de las turbulentas escenas a The Times, al Blackwood's Magazine, o, bajo la firma de «The Flaneur», al Bentley's Miscellany. Estos reportes dispersos los recopilaría Simpson, en 1849, en dos volúmenes titulados Imágenes del París revolucionario. Ese mismo año lanzó al mercado su tercera novela, en tres volúmenes, bajo el título de El lirio de París, o la nodriza del rey, una novela histórica centrada en el perturbado Carlos VI de Francia.
En 1850 Simpson se estableció permanentemente en Londres. Ya se había distinguido como actor amateur, y se había familiarizado con la literatura dramática inglesa. Entonces se dedicó a escribir obras de teatro, y en un intervalo de cinco años abasteció a cuatro teatros de Londres con ocho piezas de un solo acto, principalmente comedietas. En 1865 preparó una Vida de Weber (en 2 volúmenes), traducción abreviada de la biografía en alemán escrita por el hijo del compositor. El último libro publicado por Simpson fue su cuarta novela, For Ever and Never (en 2 volúmenes, 1884). Era popular en la sociedad, y desde 1854 fue una figura familiar en el Athenæum Club. Conservó su vivacidad hasta el final. Murió soltero a la edad de ochenta años, el 19 de agosto de 1887, en su residencia de Londres, en el número 9 de Alfred Place West (South Kensington), y fue enterrado el 23 de agosto en el cementerio de St. Thomas (Fulham).
La carrera de Simpson como autor teatral abarcó todo un período de treinta y tres años, durante los cuales estrenó en Londres y en provincias más de sesenta piezas dramáticas, incluyendo comedias, melodramas, farsas, operetas y extravaganzas. Varias de ellas gozaron de una amplia y prolongada popularidad. Algunas eran eficaces adaptaciones del francés, como Pattes de Mouche (Patas de mosca), de Sardou, inicialmente estrenada bajo el título de A Scrap of Paper (Un pedazo de papel) en el Teatro St. James el 22 de abril de 1861; otras eran inteligentes adaptaciones de novelas populares, tales como El secreto de Lady Dedlock, de Casa desolada de Dickens, estrenada en el Opera Comique el 26 de marzo de 1884. Estas se convirtieron en obras de repertorio. Del resto las más conocidas son las que a continuación se mencionan.

## Obras destacadas

### Teatro
- Second Love, en tres actos (Haymarket, 23 de julio de 1856).
- Daddy Hardacre, en dos actos (Olympic, 26 de marzo de 1857).
- El mundo y el escenario, comedia en tres actos (Haymarket, 12 de marzo de 1859).
- A School for Coquettes (Teatro Strand, 4 de julio de 1859), con Ada Swanborough como Lady Amaranta, incluida en el vol. XLI de la Acting Edition of Plays de Lacy.[Nota 1]
- Court Cards, en dos actos (Olympic, 25 de noviembre de 1861, en colaboración con Herman Charles Merivale[Nota 2]).
- Sybilla, o paso a paso, comedia en tres actos (Olympic, 29 de octubre de 1864).
- Time and the Hour, en tres actos (Queen's Theatre, 29 de junio de 1868).
- Alone, comedia en tres actos (en colaboración con Herman Charles Merivale, Court Theatre, 26 de octubre de 1873).
- All for her (Todo para ella), adaptada (en colaboración con Herman Charles Merivale) de la Historia de dos ciudades de Dickens; se representó por vez primera en el Mirror Theatre de Holborn, el 18 de octubre de 1875, con John Clayton como Hugh Trevor y Rose Coghlan[Nota 3] como Lady Marsden.[2]